# Luigi Alberti
Luigi Alberti (Firenze, 1822 – Firenze, 1898) è stato un commediografo e giornalista italiano.

## Biografia
Il fiorentino Luigi Alberti, redattore del giornale federalista-cattolico Firenze nel 1863-66, deve essere ricordato più che per le sue commedie (fra le molte si ricordano Pietro o la gente nuova e Capitano Anacleto Bruni), per il fatto che entrò in un'aspra polemica con Olindo Guerrini e Giosuè Carducci poiché si riteneva l'ultimo difensore dell'ideale contro il nascente verismo poetico. Egli, infatti, accusava nei suoi due volumetti intitolati Praefatio e Polemica novissima il verismo carducciano e guerriniano di aver corrotto gli animi dei giovinetti, insegnando un "sensismo dannoso e riprovevevole per ogni rispetto".
La sua produzione drammatica ottenne minore successo.
Alle provocazioni di Gigi Alberti, rispondeva Olindo Guerrini nel Prologo a Nova polemica e più causticamente Giosuè Carducci nelle pagine del suo articolo apparso nel novembre 1878 nel Preludio, con il titolo di Novissima polemica.

## Archivio
Il fondo Luigi Alberti, conservato presso la Biblioteca nazionale centrale di Firenze,  è costituito da un centinaio di pezzi, comprendenti lettere, telegrammi, cartoline a lui indirizzati con appunti e materiale vario inerente alla sua attività di commediografo; appunti e materiale a stampa; testi manoscritti di commedie dell’Alberti e di altri suoi contemporanei .